# Wolf Lake (Minnesota)
Wolf Lake is een plaats (city) in de Amerikaanse staat Minnesota, en valt bestuurlijk gezien onder Becker County.

## Demografie
Bij de volkstelling in 2000 werd het aantal inwoners vastgesteld op 31.
In 2006 is het aantal inwoners door het United States Census Bureau geschat op 40, een stijging van 9 (29,0%).

## Geografie
Volgens het United States Census Bureau beslaat de plaats een oppervlakte van
0,4 km², geheel bestaande uit land. Wolf Lake ligt op ongeveer 480 m boven zeeniveau.

## Plaatsen in de nabije omgeving
De onderstaande figuur toont nabijgelegen plaatsen in een straal van 28 km rond Wolf Lake.